# Álvaro Gil-Robles
Álvaro Gil-Robles y Gil-Delgado (Lisboa, Portugal, 9 de septiembre de 1944) es un político, abogado y profesor universitario español, defensor del Pueblo entre 1988 y 1993.

## Biografía
Es hijo de José María Gil-Robles (1898-1980), líder histórico de la CEDA, y de Carmen Gil-Delgado y Armada, y hermano de José María Gil-Robles y Gil-Delgado (1935-2023).
Aunque nació en Portugal, a los pocos años se trasladó a Madrid, donde estudió Derecho, licenciándose en 1966 por la Universidad Complutense. En 1973 obtuvo el doctorado por la misma universidad, en la cual ejerció como profesor de derecho administrativo los años siguientes. 
En 1981 redactó el proyecto de ley que regula las competencias del Defensor del Pueblo, cargo del que fue primer adjunto entre 1983 y 1985. Ejerció el cargo de defensor del Pueblo entre 1988 y 1993.
Del 15 de octubre de 1999 al 31 de marzo de 2006 fue el primer Comisario de Derechos Humanos del Consejo de Europa, cargo en el que fue sucedido por el sueco Thomas Hammarberg.
Ha ejercido varios cargos en organismos nacionales e internacionales relacionados con los derechos humanos.
Ha publicado gran cantidad de artículos y libros sobre derechos humanos.